# Esternut
Un esternut o esternudament és un estímul reflex d'expulsió convulsiva d'aire que parteix dels pulmons per a eixir pel nas o la boca. També hi ha els sinònims eixavuiro (eixavuirar) i el baleart uís (fer un uís). «Atxim» és l'onomatopeia de l'esternut.
Comunament és provocat per partícules estranyes que provoquen la irritació de la mucosa nasal o per una infecció viral, en el qual cas l'esternut propaga els virus. Algunes persones esternuden com a reacció a llum brillant o a l'estómac ple.
Durant un esternut, la base de la llengua s'aixeca i el paladar tou s'abaixa, parcialment tancant el fluix d'aire per la boca i dirigint-el al nas; la quantitat d'aire que passa pel nas varia. Músculs de la boca, gola, i pit funcionen en coordinació per a expel·lir l'aire dels pulmons. El fluix ràpid de l'aire expel·leix mucositat, gotes de fluid, i partícules irritants.
De fet, l'esternut és un mecanisme de defensa de l'aparell respiratori. Altres maneres que té de defensar-se són: el badall, la tos i el singlot.
Els esternuts són evocats per fibres sensorials primàries que innerven la mucosa nasal. La mucosa nasal està densament innervada pels axons de neurones sensorials que detecten estímuls mecànics, tèrmics i químics mitjançant canals iònics de membrana o receptors i transmeten senyals al tronc de l'encèfal desencadenant el reflex de l'esternut. Durant molt de temps es pensava que les neurones sensorials implicades en l’esternut i la tos eren les mateixes. L’any 2024, investigadors de la universitat de Washington van identificar neurones sensorials i mecanismes de neurotransmissió específics de l’esternut.

## L'esternut en la cultura
Els esternuts, dels temps més llunyans, van ser vistos amb una significació oposada. Tot i que moltes fonts antigues i modernes n'han considerat els beneficis i fins i tot els efectes terapèutics, altres el van considerar un mal presagi i el van relacionar amb la malevolència i la malaltia.
En la tradició hebrea, abans del deluvi, no hi havia malalties ni esternuts. Els hebreus creïen que l'esternut era senyal de mal averany i presagi de mort, perquè se suposava que l'ànima –que segons aquesta tradició, es trobava al cervell– quan algú esternudava, era expulsada del cap i llavors podia morir i aquest seria l'origen dels bons desitjos «salut», «jesus!» adreçat a qui eixavuira.
En la mitologia grega hi ha referències a la relació entre el sol i l'esternut. Una llegenda, amb anacronisme inclòs, conta que Prometeu va introduir l'esternut en els mortals. Havia erigit una estàtua que desitjava dotar de vida, per la qual cosa va robar un raig de llum al sol i perquè Zeus no descobrís el seu delicte va amagar el raig en la seva tabaquera. Un dia, ja oblidat això, va anar a inhalar una mica de pols de rapè i per distracció es va clavar el raig al nas, cosa que li va produir un violent esternut.
L'escriptor llatí Plini el Vell (23-79 DC) escriu en la Història Natural: «Per què diem Salut! quan algú esternuda? Aquest és un costum que fins Tiberi Cèsar, el més asocial de tots els homes, solia exigir i alguns creuen que produeix encara el mateix efecte d'afegir a la salutació el nom de qui esternuda».
En l'antiguitat, durant algunes malalties epidèmiques que van delmar grans poblacions humanes –com la pesta que va començar engir de l'any 590–, es creia que quan algú esternudava es moriria aviat, perquè el fet que els morts no respiren va conduir a la idea errònia que l'ànima havia de ser l'alè de la vida, de manera que es pensava que l'ànima sortia del cos amb l'esternut.
També l'esternut representava el darrer acte d'un morent, en referència al fet que Adam s'hauria mort esternudant. Hom beneiria doncs així el mort qui va vers Déu, com ho fan els anglòfons de manera més explícita amb (God)bless you ('Déu us beneeixi).
També es creu que els catòlics romans van difondre l'ús de la benedicció com a resposta a l'esternut. Era costum de dir «salut» o «Déu et beneeixi» després d'un esternut al temps del papat de Gregori el Gran (540-604), que per a combatre la pesta va establir la pràctica de fer pregàries i processons. Qualsevol individu que esternudava havia de ser beneït immediatament per a evitar la contagió de la pesta.
També es diu que el costum de respondre «Jesús» a qui esternuda, va començar a normalitzar-se cap al segle xiv durant una epidèmia de pesta a Europa. Un dels primers símptomes de la malaltia era l'esternut, de manera que es deia «Jesús» a l'esternudador com a signe de resignació i procurant-li consol, puix que aquest esternut assenyalava que l'esternudador, al cap de poc passaria a una vida millor. Quan es respon «salut» s'expressa el desig que la persona que ha emmalaltit, recobri la salut com més aviat millor.
Aquest costum roman encara en els nostres dies en diverses regions del món i s'il·lustra amb els països hispanòfons, on es fa servir alguna sort de benedicció, com dir «Jesús» o «salut» a qui esternuda; mentre que amb la mateix fi, en les nacions anglo-saxones se sol utilitzar l'expressió «bless you» (que Déu et beneeixi). A l'Egipte, en sentir un esternut s'ha de respondre amb «que Al·là tingui misericòrdia», mentre que a Malàisia diuen «per a Déu és tota lloança».
Quan algú esternuda és costum, en català, de dir-li, invocant Déu : «Déu us valgui!", «Déu te faci bo!» (si l'esternudador és novell), Déu te faci sant (o sant i bo), «Déu te mati!» (fórmula humorística de salutació, que se sol completar així: «Déu te mati i els diables et plorin» o «Déu te mati... d'aquí a cent anys i els que tens» a l'Empordà), «Déu t'ajut!» (o Déu ens ajut! cat. antic «Déus t'ajut"), Valga'ns Déu! o Valga-us Déu! (eivissenc), «Déu et faci (un) sant!» o «Sant/Santa! (mallorquí, segons el sexe). A això s'hi torna : «Gràcies!» o «Amèn!»
O invocant Jesús :
«Jesús!» molt general, o si és un nen «Jesuset!». El nom invocat es pot allargar incidentalment així : «Jesús, Maria i Josep» (Castelló, Tortosa, Tarragona, Cervera), «Jesús mos valga en vida i en mort!» (Eivissa). També s'expressa un desig : «Salut!».
En occità és «Dieu te cresca» o «Dieu te fròtge! (nord-occità)» (Déu et faci créixer) o «Creissa!» (que creixi) o «Dieu te creisse! (o «te cresque» o «te cresca") (Déu et creixi) o «Dieu t’assiste» (Déu t'assisteixi) o «Dieu te benesisca") (Déu et beneeixi).
En francès diuen «à tes souhaits» (als teus desitjos), «Dieu vous bénisse!» (Déu us beneeixi), «Dieu vous soit en aide", «Dieu vous assiste", «Que Dieu te fasse le nez comme j'ai la cuisse!».
En castellà és «¡dios te ayude! (Déu t'ajudi) i «¡Jesús!» i «¡Jesús, Maria y José!"
En portuguès «Deus t'ajude!» (o «o ajude", si hom no tuteja el qui és present), «Deus t'acrecente!", «Deus to salve!", «Omnisteco!", «Domestecu!» (deformació de 'Dominus tecum!', avui sentida on pla jocós) i «Jesús, Maria, José seja (o esteja) com a tua alma (o seja contigo), «Deus te faca um santo", «Santinho!", «Viva!", «Deus te dê um filho macho!", «Esta bom tempo!».
En gallec és «Dios te axude!» (Déu t'ajudi), «Dios to faga bo/boa!", «Por moitos anos!"
En anglès diuen «Bless you!» (Déu et beneeixi).
En alemany meridional és «Helf Gott! (Déu t'ajudi), «Gesundheit!» (salut).
En neerlandès «Gezondheid!» (salut).
Els hindús els relacionen amb la possessió demoníaca. L'esperit maligne que s'havia emparat d'algú, és llançat fora amb l'esternut. Per això, el qui és present exclama: «Viu!» i el qui ha esternudat respon: «Amb tu!», «Déu et beneeixi!» o amb una altra fórmula adient. A Nova Zelanda, com antigament a Pèrsia, sembla que corren unes idees semblants. Quant al seu valor d'auguri, aquest, entre els pobles primitius, sol ésser ambigu. A la Tonga (Polinèsia), un esternut a la sortida d'una expedició prediu el seu tràgic acabament. A l'Índia, quan el qui es posa a treballar sent esternudar, cal que recomenci el seu treball, car altrament coneixeria un mal acaball. Entre zulús i guineans, en canvi, acostuma d'assenyalar bons auspicis. Hi havia idees semblants en el món occidental : Grècia, Roma, països romànics. Entre el poble era estès el costum de dir al qui esternudava «Viviu!» o d'encomanar-lo a Zeus, «Zeus et guardi» indici del desig de fer favorable l'ambiguitat de l'auguri. Algun cop, l'esternut no deixa de revestir-se de malfat. Diversos escriptors llatins ens testimonien, a més, el costum estès entre els romans de saludar o de fer vots per la salut de qui havia esternudat. Plini mateix ens diu que hom saluda quan s'esternuda: «Sternutamentis salutamur!».